# Бамба, Самуэль
Самуэ́ль Бамба́ (нем. Samuel Bamba; род. 13 февраля 2004) — немецкий футболист, вингер клуба «Бохум».

## Клубная карьера
Воспитанник клубов «Рот Вайс Ален» и «Боруссия Дортмунд»
20 мая 2023 года дебютировал на профессиональном уровне за «Боруссию Дортмунд 2» в матче против «Байройта» (1:0). 16 декабря 2023 года дебютировал в Бундеслиге в матче против «Аугусбурга» (1:1), выйдя на замену на 72-й минуте вместо Джейми Байно-Гиттенса.9 января 2024 года в товарищеском матче против бельгийского «Стандарта» (3:3),вышел на замену на 60-й минуте, а на 88-й минуте сравнял счёт .